# П'єтро Бускалья
П'єтро Бускалья (італ. Pietro Buscaglia, 9 лютого 1911, Турин — 12 липня 1997, Віджевано) — італійський футболіст, що грав на позиції нападника.
Виступав, зокрема, за клуби «Лаціо», «Торіно» та «Мілан», а також національну збірну Італії.
Володар Кубка Італії.

## Клубна кар'єра
У дорослому футболі дебютував 1929 року виступами за команду «Віджеванезі», в якій провів три сезони. Піднявся з командою з серії 1-D в Серію В.
Своєю грою за цю команду привернув увагу представників тренерського штабу клубу «Лаціо», до складу якого приєднався 1932 року. Відіграв за «біло-блакитних» наступні два сезони своєї ігрової кар'єри.
1934 року уклав контракт з клубом «Торіно», у складі якого провів наступні чотири роки своєї кар'єри гравця. У розіграші 1935/36 виборов титул володаря Кубка Італії. У фіналі «Торіно» переміг «Алессандрію» з рахунком 5:1, а Бускалья забив один з голів. Загалом у тому розіграші кубка П'єтро забив 8 голів, шість з яких у матчі 1/8 фіналу проти «Катанії» (8:2). Того ж року команда посіла третє місце в чемпіонаті, а також дебютувала в Кубку Мітропи. У розіграші Кубка Мітропи 1936 «Торіно» стартував з кваліфікаційного раунду, в якому зустрічався з швейцарським клубом «Берн». Італійська команда двічі розгромно перемогла — 4:1 і 7:1, а Бускалья забив у цих матчах три голи. В наступному раунді «Торіно» зустрічався з угорським «Уйпештом». В домашньому матчі П'єтро відзначився голом, а його команда перемогла з рахунком 2:0, але у матчі-відповіді поступилась 0:5.
Наступного сезону в складі команди «Торіно» Бускалья знову став третім призером чемпіонату, продемонструвавши найвищу особисту результативність за сезон — 17 голів. Лише Піола з 21 голом у тому сезоні випередив його у списку найкращих бомбардирів чемпіонату.
З 1938 року три сезони захищав кольори клубу «Мілан». У складі «Мілана» він лише у першому сезоні був основним гравцем, після чого грав не регулярно.
Згодом з 1941 по 1943 рік грав у складі команд нижчих дивізіонів «Савона» та «Абб'ятеграссо».
Завершив ігрову кар'єру у команді «Віджевано», за яку виступав протягом 1945—1947 років.

## Виступи за збірну
1937 року зіграв свій єдиний офіційний матч у складі національної збірної Італії. Італійці перемогли з рахунком 2:0 збірну Угорщини у матчі Кубка Центральної Європи. Партнерами Бускальї по центру нападу в цьому матчі були знамениті Джузеппе Меацца і Сільвіо Піола, хоча не вони стали авторами голів, а крайні нападники Аннібале Фроссі і Джино Колауссі.
Помер 12 липня 1997 року на 87-му році життя у місті Віджевано.
| Дата      | Місто | Господарі | Результат | Гості    | Турнір                   | Голи | Примітки |
| --------- | ----- | --------- | --------- | -------- | ------------------------ | ---- | -------- |
| 25-4-1937 | Турин | Італія    | 2 – 0     | Угорщина | Кубок Центральної Європи | -    |          |
| Усього    |       | Матчів    | 1         |          | Голів                    | 0    |          |

### Статистика виступів у кубку Мітропи
| №                      | Розіграш               | Стадія                 | Дата та місце проведення | Команда 1              | Рахунок | Команда 2 | Голи    |
| ---------------------- | ---------------------- | ---------------------- | ------------------------ | ---------------------- | ------- | --------- | ------- |
| 1                      | 1936                   | кв. раунд              | 07.06.1936 Берн          | Берн                   | 1:4     | Торіно    | 89'     |
| 2                      | 1936                   | кв. раунд              | 14.06.1936 Турин         | Торіно                 | 7:1     | Берн      | 25' 84' |
| 3                      | 1936                   | 1/8                    | 21.06.1936 Турин         | Торіно                 | 2:0     | Уйпешт    | 30'     |
| 4                      | 1936                   | 1/8                    | 26.06.1936 Будапешт      | Уйпешт                 | 5:0     | Торіно    |         |
| Всього у кубку Мітропи | Всього у кубку Мітропи | Всього у кубку Мітропи | Всього у кубку Мітропи   | Всього у кубку Мітропи | 4       |           | 4       |

## Титули і досягнення

### Командні
- Володар Кубка Італії (1):

«Торіно»: 1935–1936
- Бронзовий призер чемпіонату Італії (3):

«Торіно»: 1935-1936,  1936-1937
«Мілан»: 1940-1941,

### Особисті
Найкращий бомбардир Кубка Італії:
«Торіно»: 1935–1936 (8)